# Puerto de la bahía de Algeciras

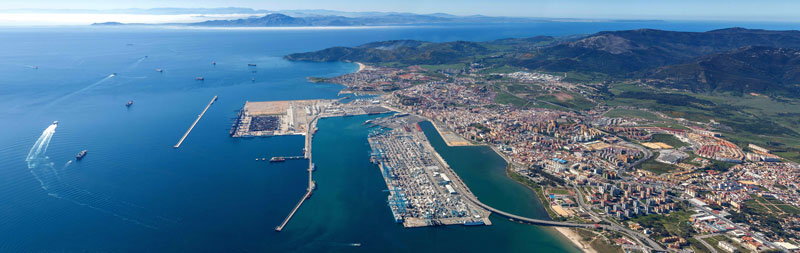
Vista aérea del puerto de Algeciras.

El puerto de la bahía de Algeciras es un puerto marítimo situado en el sur de Andalucía (España). Se compone de numerosas infraestructuras marítimas diseminadas a lo largo de toda la bahía de Algeciras. Aunque solamente los cascos urbanos de Algeciras y La Línea de la Concepción se asoman a la bahía, existen también instalaciones portuarias en el resto de la ribera, perteneciente a los municipios de Los Barrios y San Roque. Es gestionado por la Autoridad Portuaria de la Bahía de Algeciras junto con el puerto de Tarifa.
Es el primer puerto de España en tráfico total de mercancías y el primero del mar Mediterráneo y se encuentra el 25.º del mundo en transporte de contenedores y el 6.º de Europa. En 2015 alcanzó los 98,2 millones de toneladas en tráfico total y más de 4,5 millones de contenedores.
La Bahía de Algeciras también alberga el complejo industrial más grande de Andalucía y el segundo complejo más grande de España.

## Historia

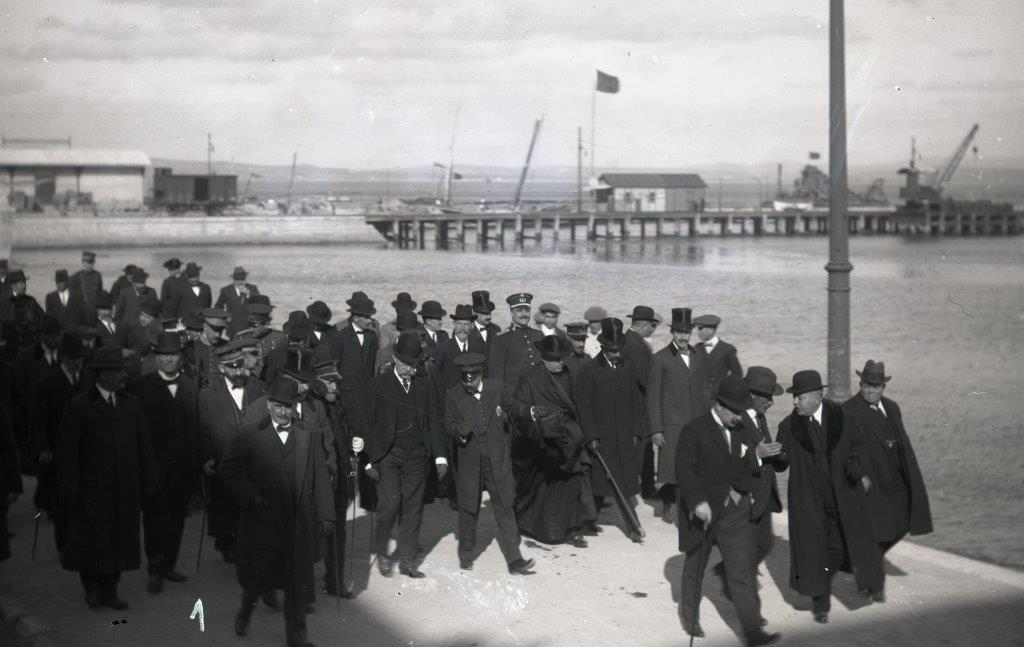
Acto de la colocación de la primera piedra del Muelle de Galera, 25 de mayo de 1913.

A diferencia de otros grandes puertos europeos, el actual puerto de la bahía de Algeciras es de creación bastante reciente. En época antigua el tráfico marítimo se centraba en Carteia, que fue abandonada en la Edad Media. Durante la presencia musulmana en la península ibérica, Algeciras fue el lugar de paso para el cruce del estrecho. En la reconquista la zona se convirtió en fronteriza con el Reino nazarí de Granada, lo que provocó que fuera arrasada y abandonada en 1379, y que la población se concentrara en Gibraltar.
Con la Toma de Gibraltar por el Reino Unido en 1704, la población huyó mayoritariamente y se distribuyó a lo largo de la bahía. Se crearon varios asentamientos, de los cuales el único situado en la ribera del mar fue la repoblación de Algeciras. Con la excepción del nuevo puerto de la colonia británica de Gibraltar, en la nueva distribución de la bahía no se crea ninguna instalación portuaria propiamente dicha hasta 1894, cuando se construyó un muelle de madera en la desembocadura del río de la Miel.
En 1906, coincidiendo con la Conferencia de Algeciras, se crea la Junta de Obras del Puerto y comienza su crecimiento. En 1913 empieza a construirse el Muelle de Galera, oficialmente llamado de Alfonso XIII, y en 1916 la Dársena de Villanueva.

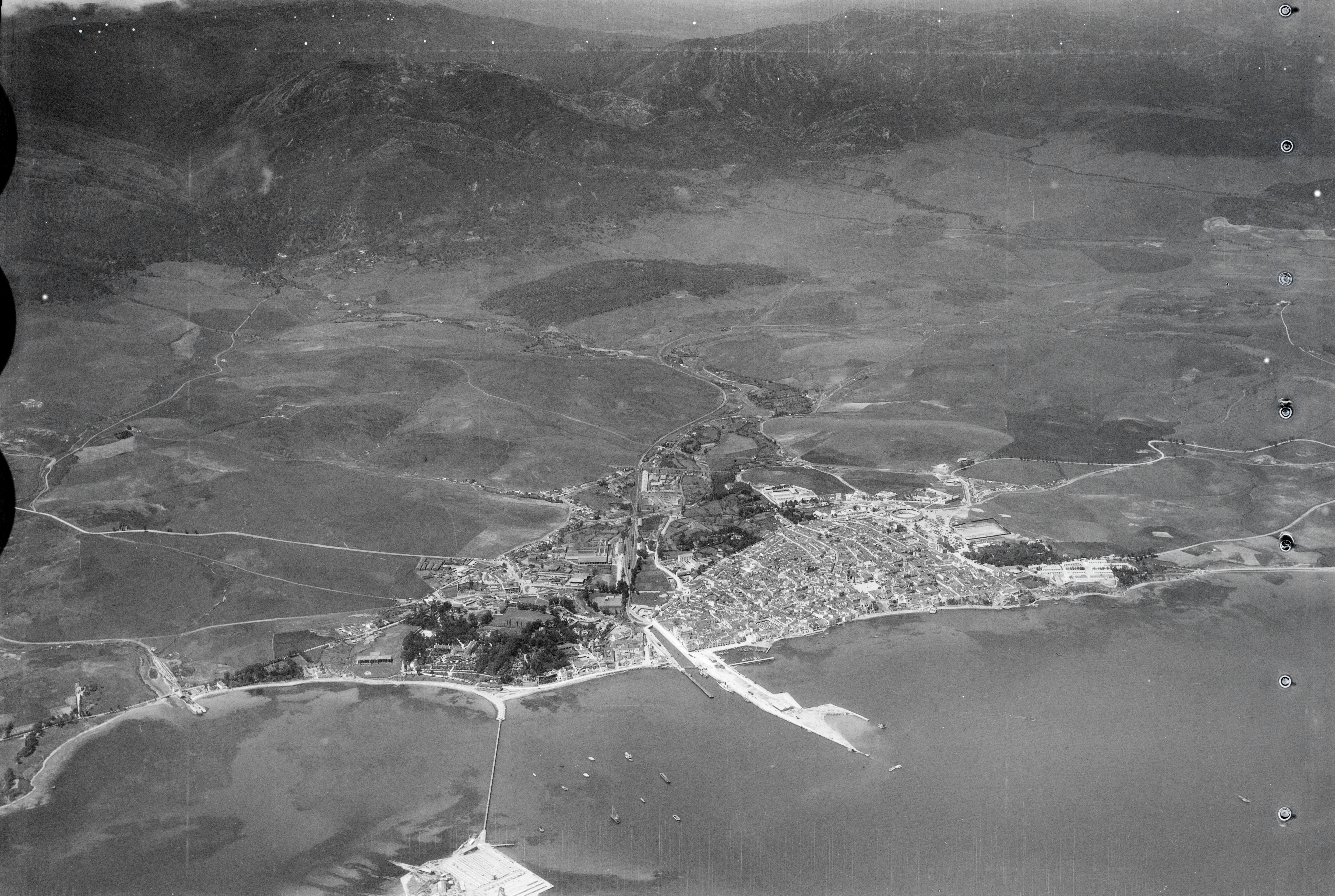
Algeciras en 1928

Las ampliaciones en los muelles son cada vez más dificultosas debido a que comienzan a apoyarse en la Isla Verde y no en tierra firme. Para posibilitar la construcción en 1923 se instalan dos grandes grúas, Goliat y Titán, que izaban las piedras que llegaban en grandes barcazas, hasta la construcción en 1926 de un puente que unía la isla con tierra y por el que pasaba el ferrocarril. En 1930 se construye el muelle pesquero y en 1932 el dique norte que daba resguardo de los temporales.
El gran auge del puerto comienza en la segunda mitad del siglo XX. En 1964 se instala en la orilla de la bahía un complejo industrial y químico, cuyos máximos exponentes serían la refinería de Gibraltar-San Roque de Cepsa y la factoría de acero inoxidable de Acerinox. Estas instalaciones disponen de sus propios atraques al norte de la bahía para el manejo de las mercancías con las que trabajan, que fueron los primeros situados fuera del propio puerto de Algeciras y del término de Algeciras. Hasta ese momento, la pesca y el tráfico de pasajeros entre ambas orillas del estrecho de Gibraltar eran las actividades más importantes de la zona.
En 1967, el puerto amplía sus instalaciones con la incorporación del puerto que tiene La Línea de la Concepción en el interior de la bahía, por lo que pasa a llamarse Puerto Algeciras-La Línea.
En los años sesenta el tráfico de mercancías en contenedores experimenta un gran auge, lo que unido a la instalación en el puerto de importantes navieras como Sea Land, que abre su terminal de contenedores en 1976, y Maersk, una década más tarde, potenciarán definitivamente el área portuaria.
Desde 1982, al Puerto Algeciras-La Línea se le une el puerto de Tarifa ampliándose a todo el estrecho la competencia de la Autoridad Portuaria. A partir de 1993 el puerto pasa a denominarse puerto de la bahía de Algeciras, renombrándose también su Autoridad Portuaria.

Evolución del puerto en el municipio de Algeciras en el siglo XX
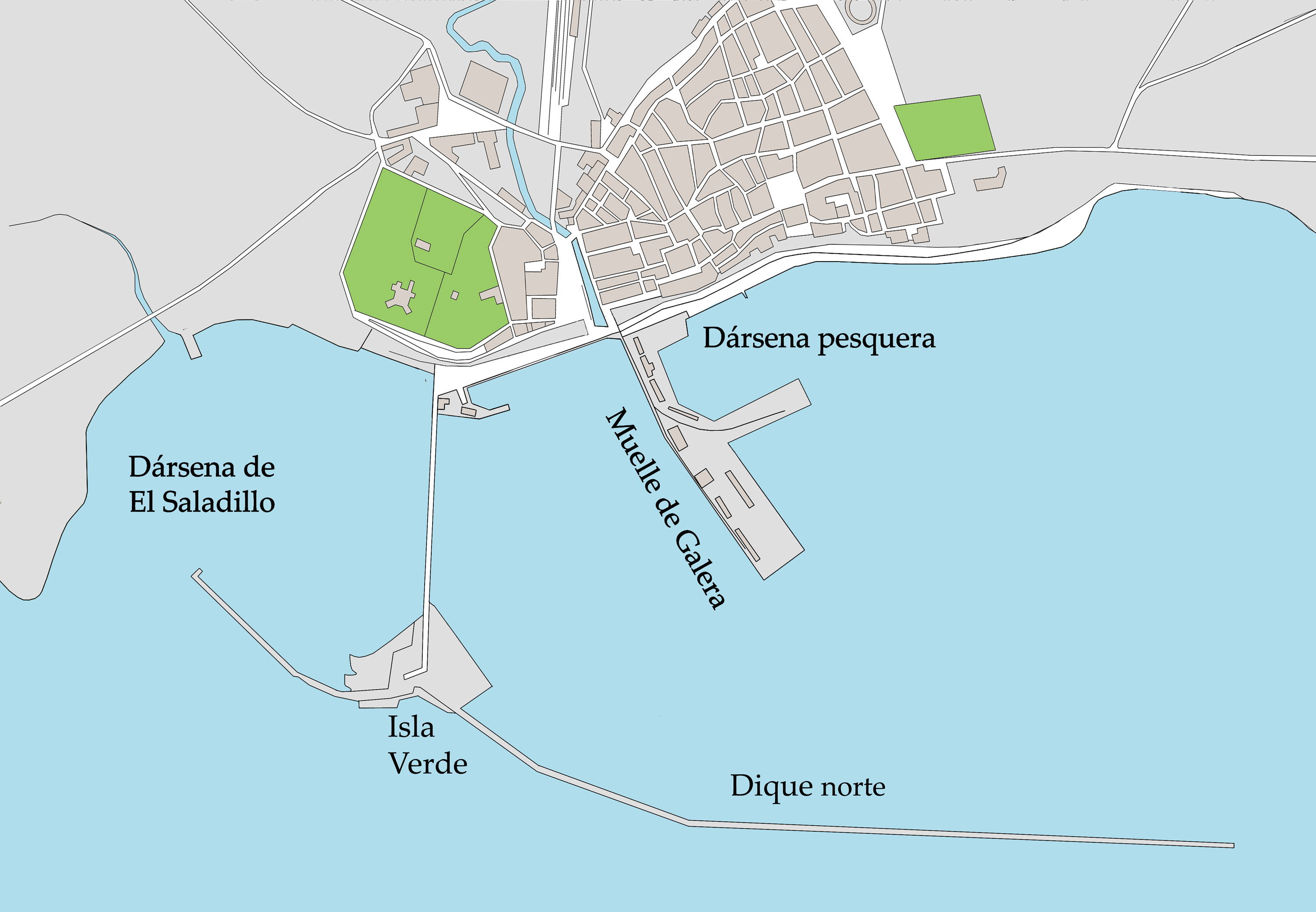
1936
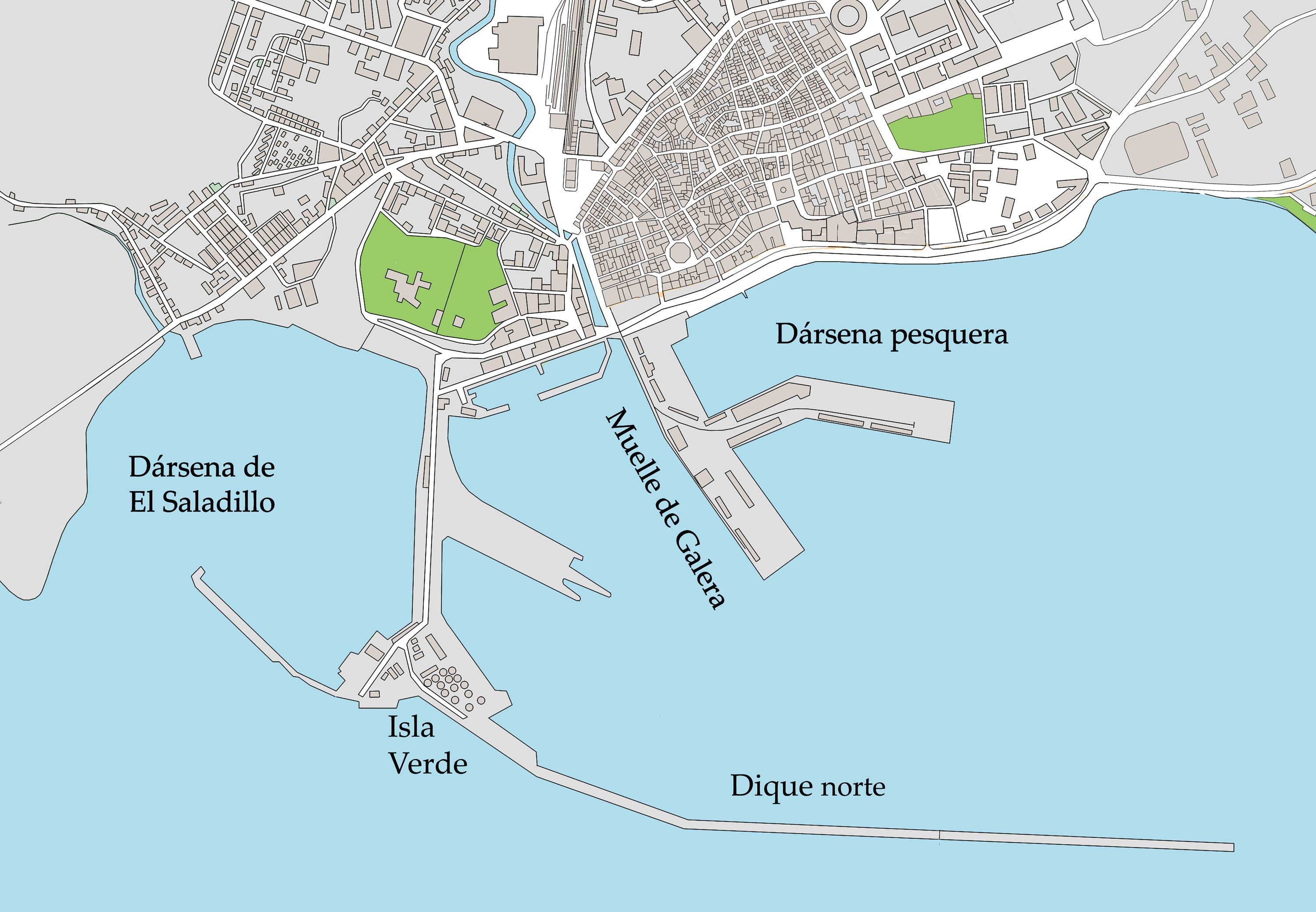
1964
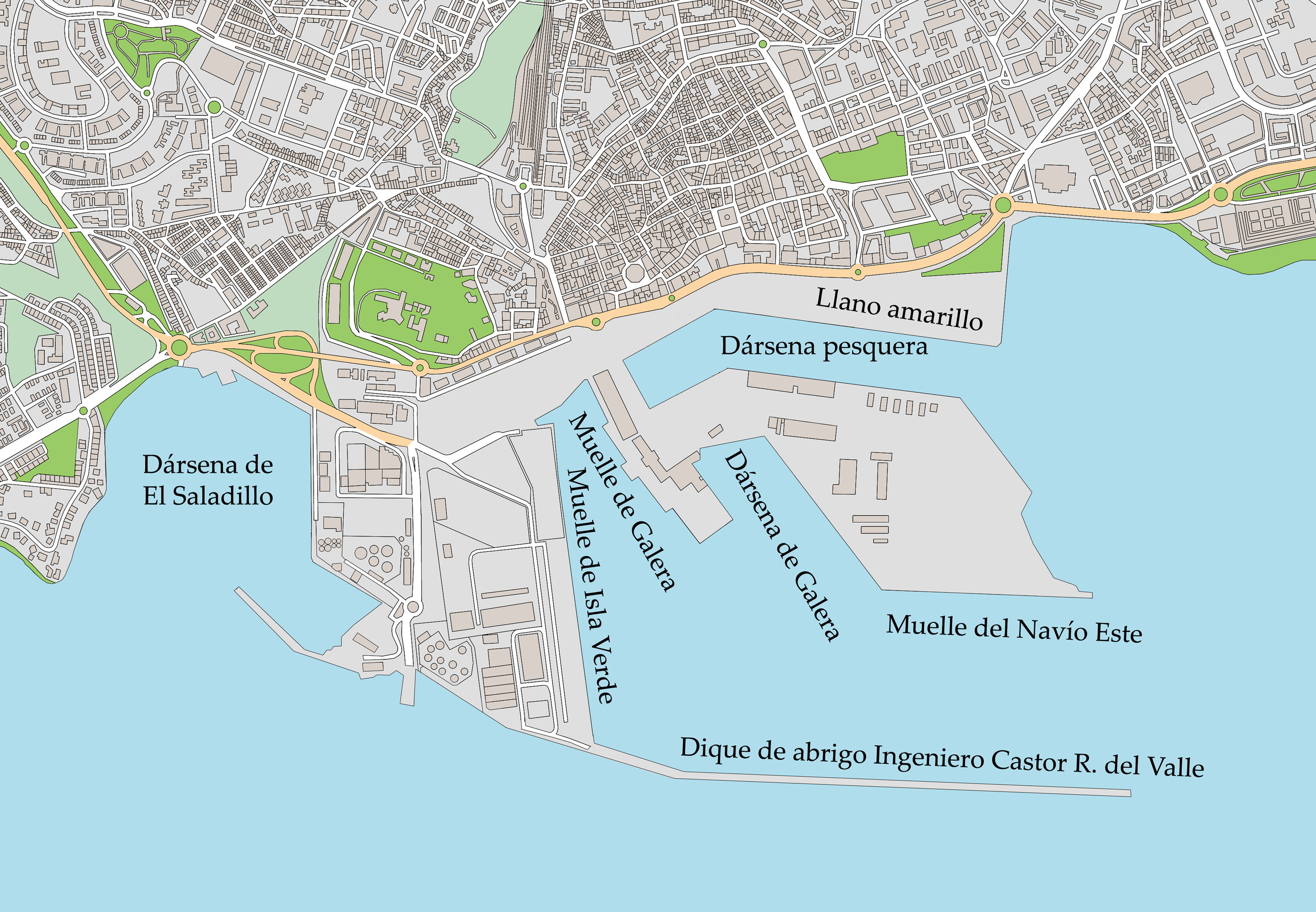
1985
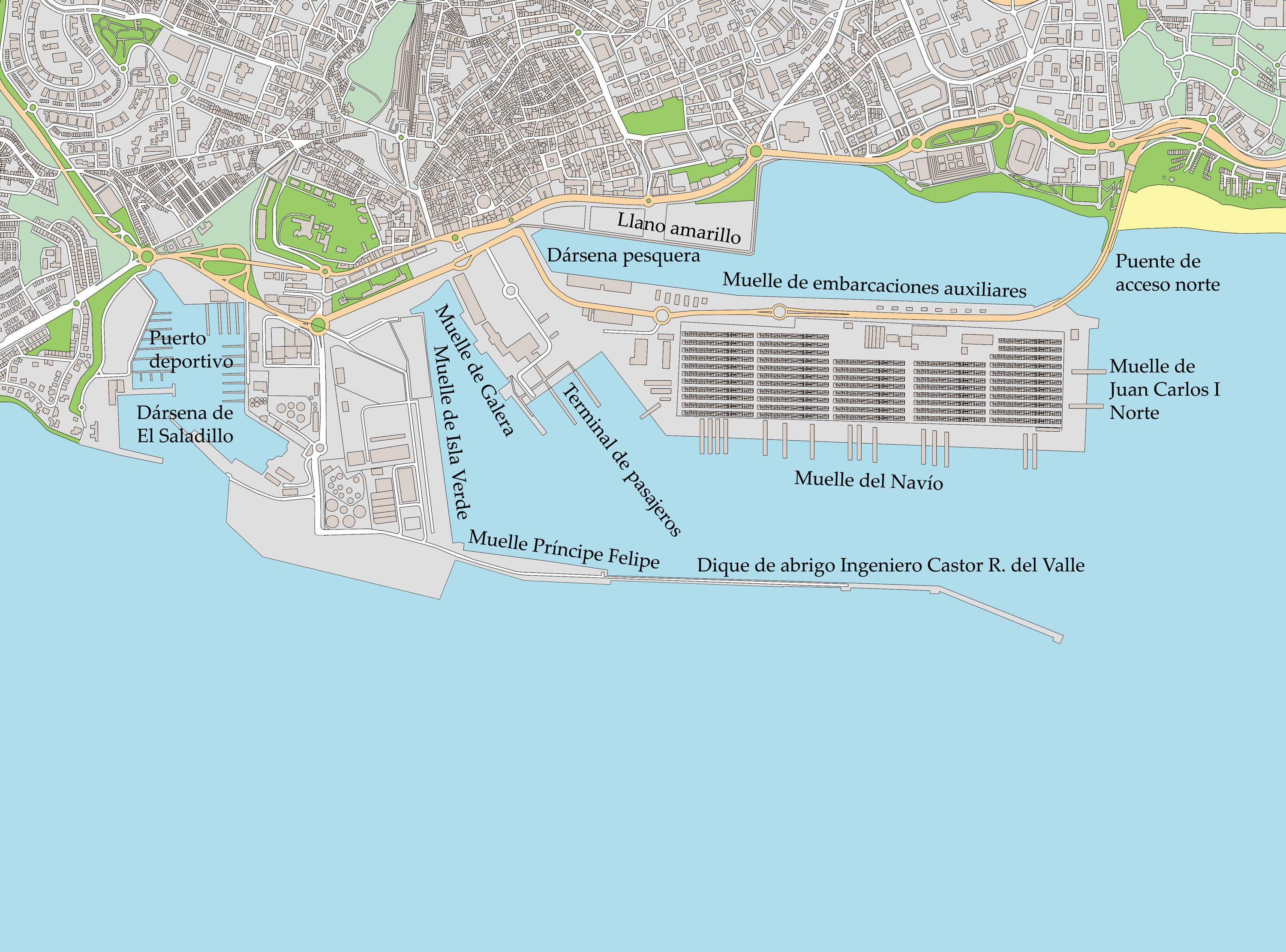
2000
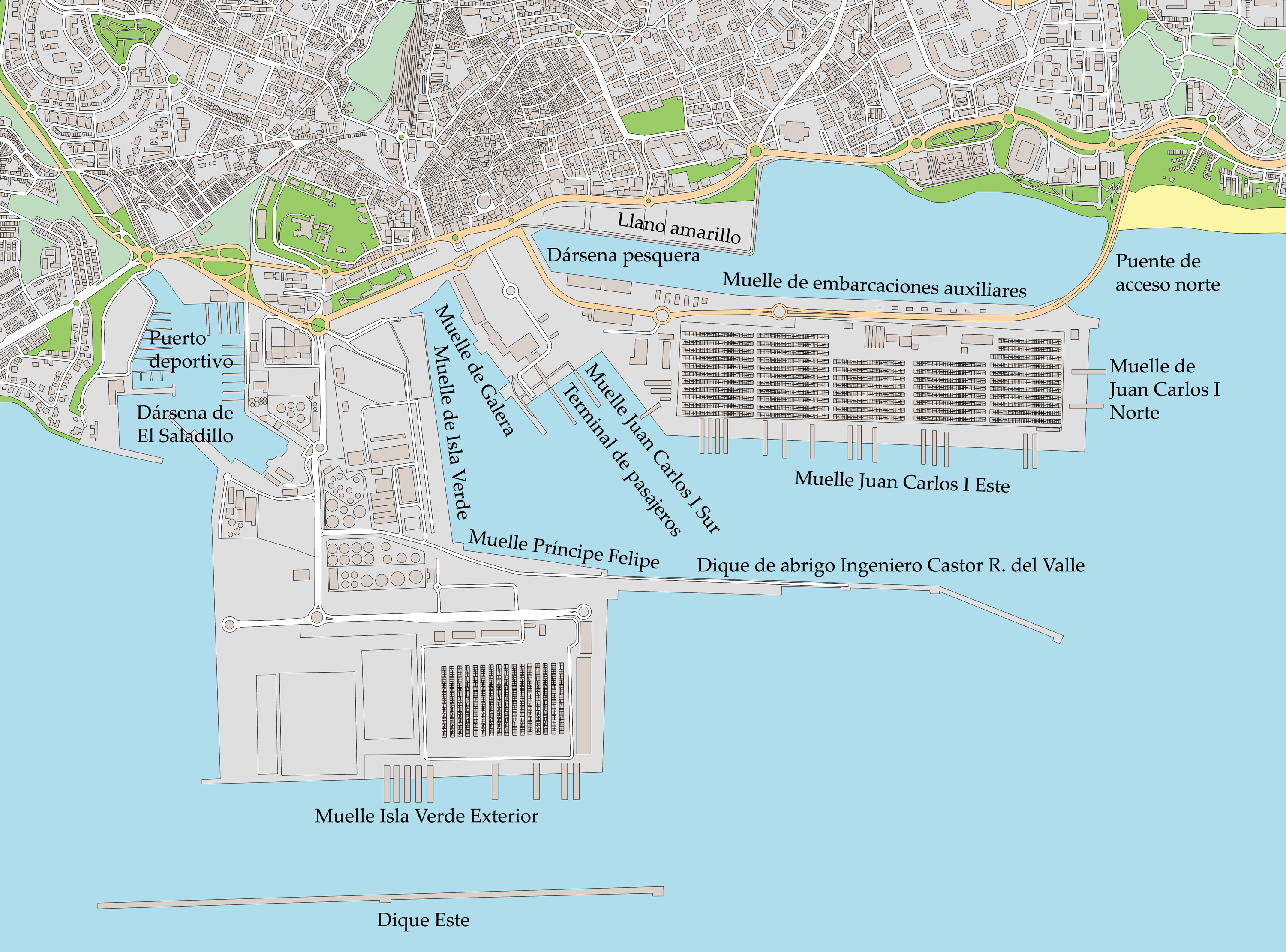
2012

## Instalaciones
- Actividades y usos: , , , , ,  y

El puerto se compone de varias instalaciones diferentes: las originarias del puerto de Algeciras y sus sucesivas ampliaciones, situadas en el frente marítimo de la localidad de Algeciras; los atraques de graneles sólidos, en la orilla perteneciente a Los Barrios; los atraques de graneles líquidos, en la orilla perteneciente a San Roque; la plataforma de Campamento, situada en esta pedanía sanroqueña; y la dársena deportiva de La Línea de la Concepción.

### Contenedores

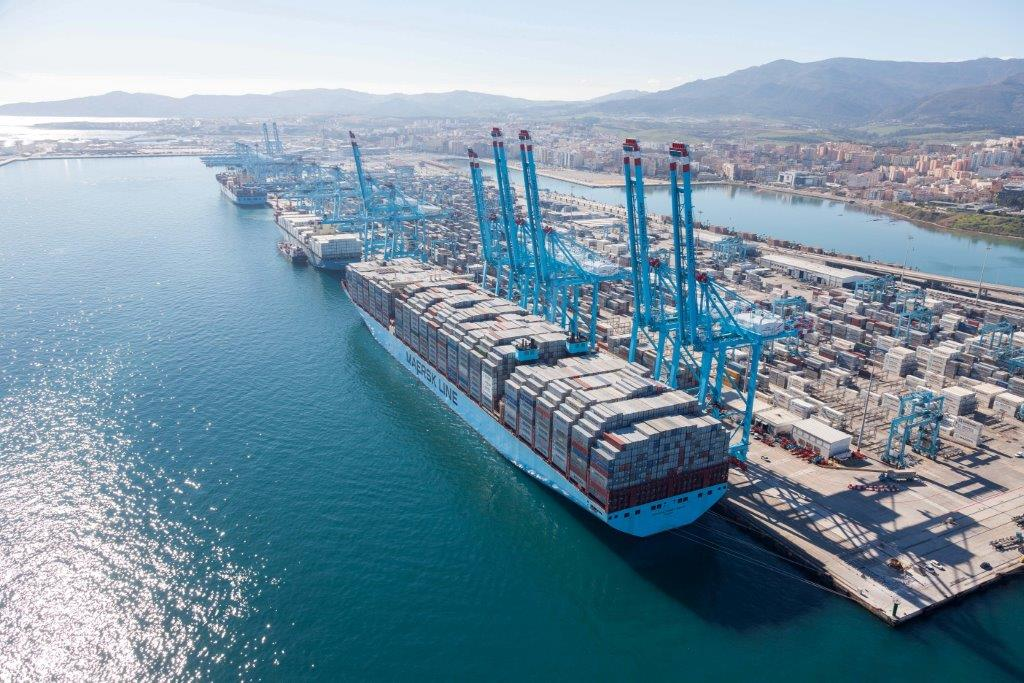
Primera escala del Primer Triple E de Maersk el 5 de noviembre de 2014.

El manejo de contenedores en el puerto es mayoritariamente de trasbordo entre los barcos de las líneas marítimas que unen Asia con América y Europa, y África con Europa. La geografía del estrecho de Gibraltar obliga a que muchas de estas líneas marítimas pasen a unas millas del puerto, por lo que es el punto donde menos se tienen que desviar estos barcos para las labores de trasbordo. Actualmente existen dos terminales de contenedores, APM Terminals Algeciras y Total Terminal International. Se sitúa entre los veinticinco primeros de la clasificación mundial de trasbordo de contenedores.
La terminal APM Terminals Algeciras se sitúa en el muelle Juan Carlos I, en el término de Algeciras. Pertenece al grupo AP Mollers. Tiene una superficie de 67 ha en el muelle Juan Carlos I, y dispone de calados de 17 metros de profundidad. Actualmente, la terminal dispone de19 grúas de muelle, ocho de ellas over super post-panamax, a las que se suman 59 grúas pórtico RTGs (Rubber Tyred Gantry) y 102 cabezas tractoras. APM Terminals Algeciras permite dar servicio a los nuevos mega-buques de más de 18.000 Teu’s de capacidad.
La terminal de contenedores Total Terminal International se sitúa en el muelle de Isla Verde exterior. Es de carácter público, aunque tiene una concesión de 60 hectáreas al grupo Hajin Shipping. Dispone de dos muelles, uno de 650 m de longitud de embarque y 18,5 de calado, y otro de 550 m y 17,5 de calado. Es la primera terminal semiautomática del Mediterráneo, inaugurada en marzo de 2010. Actualmente tiene capacidad para 1,6 millones de contenedores.
El puerto de Algeciras sacará a concurso durante 2016 la explotación de la Fase B de la ampliación del puerto de Algeciras en Isla Verde Exterior destinada a tráfico de contenedores. Se trata de una superficie de 37 hectáreas y 790 metros de línea de atraque ubicada junto a la terminal ferroviaria. La Autoridad Portuaria de la Bahía de Algeciras (APBA) ya tiene muy avanzados los pliegos y realizadas las prospecciones comerciales con resultados positivos.

### Pasajeros y tráfico rodado

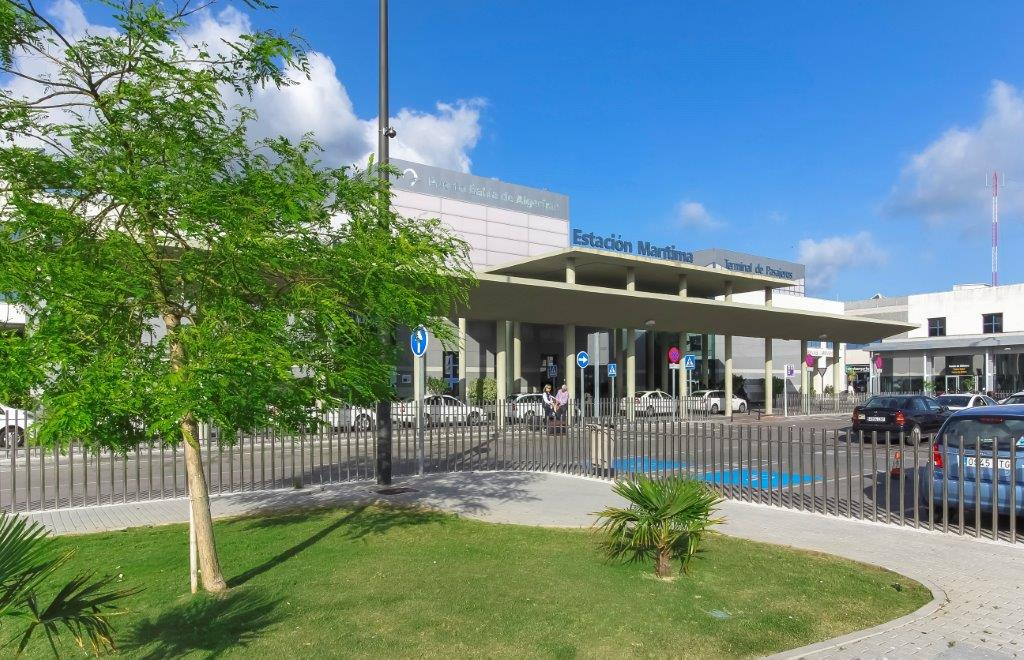
Estación marítima de Algeciras.

El puerto de la bahía de Algeciras ha aglutinado a lo largo de su historia el tráfico de pasajeros y rodado que cruza el estrecho de Gibraltar. También existe tráfico de este tipo, aunque mucho más reducido, en los puertos de Tarifa y Gibraltar.
Los ferris que parten desde este puerto tienen por destino los puertos de Ceuta y Tánger Med. Antes de la inauguración de Tánger Med esta línea tenía por destino el puerto de Tánger, pero actualmente solamente se navega allí desde Tarifa. También existen relaciones esporádicas Algeciras-Gibraltar.
Las navieras que operan en el puerto son Acciona, Balearia, FRS e Intershipping.
En 2015 pasaron por este enlace entre el sur de Europa y el norte de África 5.499.213 personas y 1.144.155 vehículos, de los que 290.773 eran industriales. La compleja Operación Paso del Estrecho exige durante los meses de verano la puesta en marcha de un eficaz dispositivo para dar un servicio fluido a los pasajeros que se desplazan entre España y el Norte de África.
Para cruzar el Estrecho los pasajeros disponen de dos estaciones marítimas, una en Algeciras y otra en Tarifa. Cada día se realizan más de 30 salidas de ferries y fast ferris hacia Ceuta y el puerto de Tánger Med.
Además de pasajeros y vehículos, durante todo el año los ferris transportan más de 290.000 camiones con mercancías fruto del creciente comercio entre Marruecos y la Unión Europea.

### Graneles sólidos
En la Bahía de Algeciras se mueven más de 2 millones de toneladas de graneles sólidos, principalmente carbón. Para ello, la empresa Endesa Generación dispone de un muelle de descarga de 360 metros de longitud y 23 de calado.
En la comarca se asienta también una industria líder en la fabricación de acero inoxidable, Acerinox, que mueve anualmente más de dos millones y medio toneladas. Acerinox cuenta con instalaciones portuarias para la importación de materias primas y la exportación de productos ya elaborados.

### Graneles líquidos
El puerto tiene una gran actividad en el tráfico de graneles líquidos y suministro de combustible a buques. La Refinería Gibraltar-San Roque dispone de pantalanes y una monoboya flotante anclada a 60 metros de profundidad. A través de una serie de tuberías subterráneas, el producto llega hasta los tanques de Refinería, donde el crudo es refinado para conseguir productos como la gasolina, el fuel-oil, el queroseno o el asfalto.

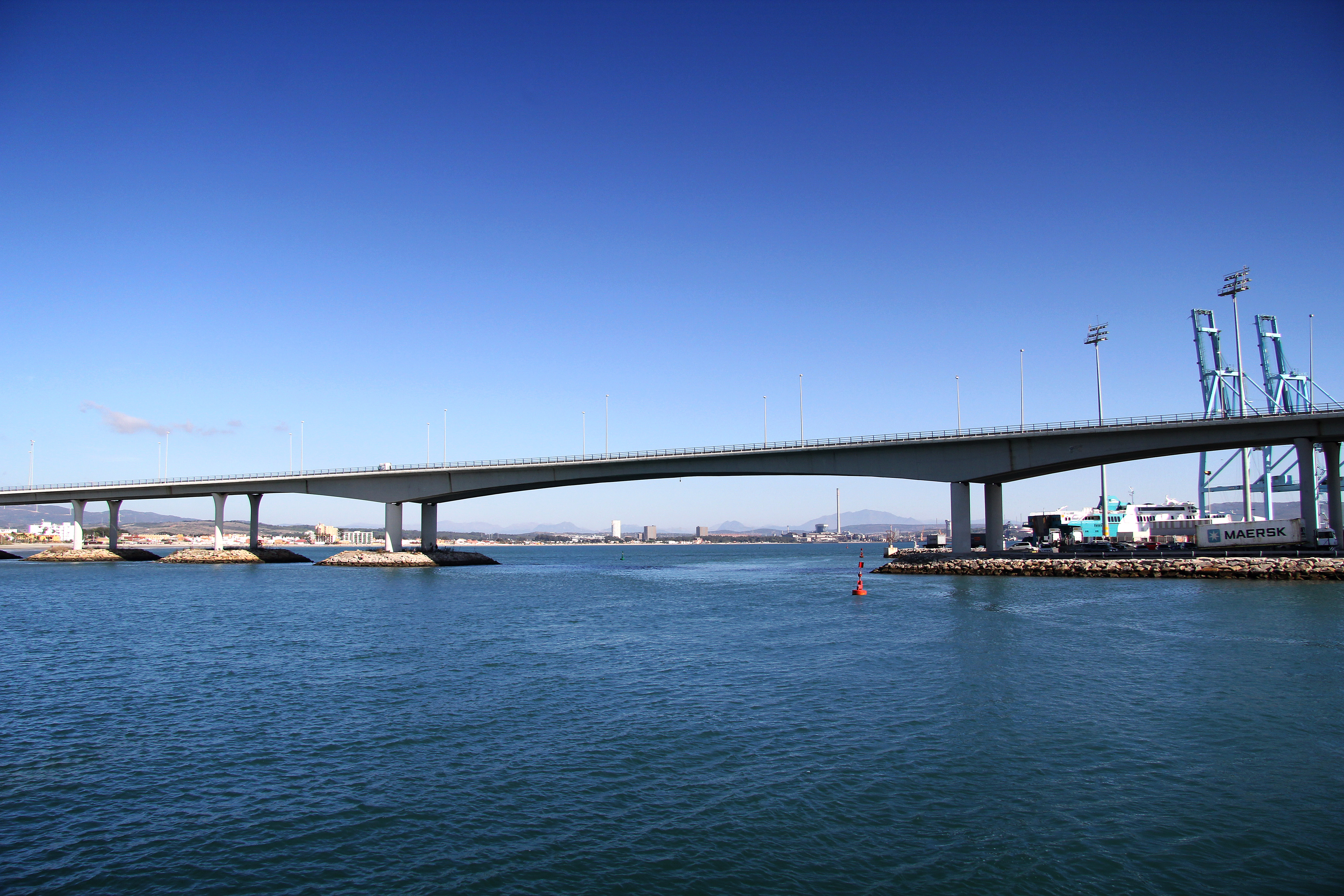
Puente acceso norte al puerto de Algeciras.

### Astilleros
Al noreste de la Bahía contamos con otro importante desarrollo: Campamento.
Esta área se ha especializado en las reparaciones navales, con los astilleros de Cernaval, y en acoger la construcción de obras singulares y de grandes dimensiones.
El último de los grandes proyectos llevados a cabo en Campamento fue la primera terminal de gas licuado off shore del mundo: el proyecto Adriatic LNG. Un consorcio internacional liderado por la multinacional ExxonMobil construyó la terminal, que posteriormente fue trasladada al Mar Adriático, su ubicación definitiva, y que constituyó un auténtico éxito para la ingeniería industrial.

### Pesca

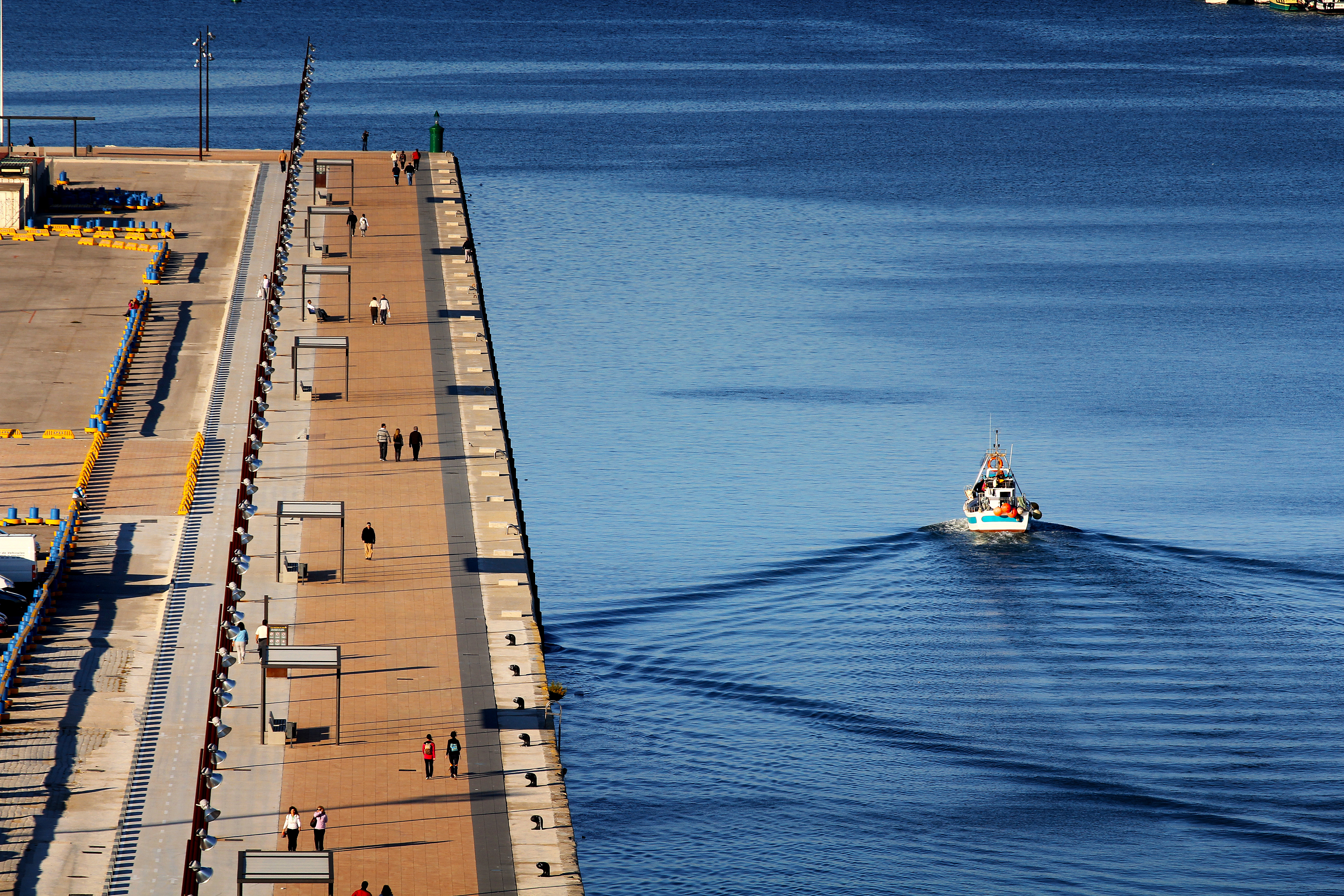
Paseo marítimo de ribera en el Llano Amarillo.

La actividad pesquera en la zona se ha reducido con el tiempo. Son importantes en la lonja las descargas de pescado congelado procedente de otros puertos.

### Clubes náuticos
La dársena portuaria de El Saladillo en Algeciras oferta 1.250 atraques para barcos de recreo y se extiende a lo largo de una dársena de 35 ha en la que se ubican los diferentes clubes náuticos-deportivos de Algeciras.
Estas instalaciones se complementan con las del puerto que explota Alcaidesa Marina en La Línea de la Concepción, que disponen de 624 atraques para embarcaciones de recreo y deportivas y todos los servicios de recalada, avituallamiento y reparaciones.

### Áreas logísticas
El Área logística de la Bahía de Algeciras, impulsada por la Junta de Andalucía con la participación de la Autoridad Portuaria, tiene la vocación de convertirse en la gran plataforma logística de distribución intercontinental en el sur de Europa, contribuyendo al posicionamiento de Andalucía como puerta de entrada en el Mediterráneo para la recepción y reexpedición de los flujos de mercancías procedentes de Asia y América con destino a España, Europa y África.
Con una superficie total de aproximadamente 300 ha y una terminal ferroviaria integrada en la misma, el Área Logística Bahía de Algeciras constituye un eslabón necesario en la consolidación de una eficiente y competitiva cadena logística que fomenta la implantación de actividades y servicios logísticos de valor añadido a las mercancías. Con ello, el Puerto Bahía de Algeciras se consolida no solamente como enclave de transbordo, sino también como plataforma para la salida y entrada natural de mercancías que proceden o se dirigen a sus áreas de influencia más próximas y a otros mercados más distantes.
Concebida e integrada por dos sectores, El Fresno y San Roque (Guadarranque), el Área Logística Bahía de Algeciras ofrece soluciones a las empresas vinculadas al sector del transporte, la logística y la distribución de mercancías.

### Comunidad portuaria
Comport nace a finales del año 1999 para impulsar el colectivo marítimo portuario. El principal cometido de Comport se centra en la promoción de las empresas que conforman la asociación, que en la actualidad son más de 120 miembros entre grandes, medianas y pequeñas empresas, instituciones y asociaciones empresariales relacionadas con la actividad marítima portuaria. Esta entidad promueve la asistencia a ferias, eventos y otras vías para generar oportunidades de negocio.